# Chłusy-Subacze
Chłusy-Subacze (biał. Хлусы-Субачы, Chłusy-Subaczy; ros. Хлусы-Субочи, Chłusy-Suboczi) – wieś na Białorusi, w obwodzie grodzieńskim, w rejonie lidzkim, w sielsowiecie Chodorowce.

## Historia
Dawniej dwie oddzielne miejscowości: wieś Chłusy i okolica szlachecka Subacze.
W XIX i w początkach XX w. położone były w Rosji, w guberni wileńskiej, w powiecie lidzkim; Chłusy w gminie Możejków Wielki, Subacze w gminie Żołudek.
W dwudziestoleciu międzywojennym obie miejscowości leżały w Polsce, w województwie nowogródzkim, w powiecie szczuczyńskim (od 29 maja 1929, wcześniej w powiecie lidzkim), w gminie Żołudek. W 1921 Chłusy liczyły 58 mieszkańców, zamieszkałych w 10 budynkach, wyłącznie Polaków. 52 mieszkańców było wyznania rzymskokatolickiego i 6 prawosławnego. Subacze liczyły zaś 34 mieszkańców, zamieszkałych w 5 budynkach, wyłącznie Polaków wyznania rzymskokatolickiego.
Po II wojnie światowej w granicach Związku Sowieckiego. Od 1991 w niepodległej Białorusi.